# جيمس كوستوس
جيمس كوستوس (بالإنجليزية: James Costos)‏ (من مواليد 1963) هو سفير الولايات المتحدة لدى إسبانيا وأندورا من 2013 إلى 2017. وتم تعيينه من قبل الرئيس الأمريكي باراك أوباما وأكده مجلس الشيوخ الأمريكي في 1 أغسطس 2013. وهو مثلي الجنس علنا، ويعيش في شراكة مثلية مع شريكه مايكل إس سميث.

## النشأة والتعليم
ولد كوستوس عام 1963 ونشأ في لوويل بولاية ماساتشوستس . وهو أمريكي يوناني من الجيل الثاني، عمل والده في قوات مشاة بحرية الولايات المتحدة وكان متمركزًا في منتجع كامب ديفيد خلال رئاسة هاري إس. ترومان. وهو أول من تخرج من الجامعة في عائلته، إذ حصل على إجازة في العلوم السياسية من جامعة ماساتشوستس في لويل عام 1985.

## المسار المهني
كان السفير كوستوس قائدًا مؤسسيًا ومديرًا تنفيذيًا في مجال البيع بالتجزئة الدولي وصناعات الترفيه الدولية وعلى الأخص في قناة إتش بي أو وشركة تودز. وهو داعم نشط للمنظمات الإنسانية ، بما في ذلك حملة حقوق الإنسان ومتحف سانتا مونيكا للفنون، ومدافع عن المؤسسات الثقافية والدبلوماسية الثقافية. وقد عمل في مجلس إدارة جمعية الرفق بالحيوان في الولايات المتحدة، وهي أكبر منظمة لحماية الحيوانات في البلاد.
رشح الرئيس الأمريكي باراك أوباما كوستوس لمنصب سفير الولايات المتحدة لدى إسبانيا وإمارة أندورا في 14 يونيو 2013. صوت مجلس الشيوخ الأمريكي لتأكيد الترشيح في 1 أغسطس 2013، وأدى كوستوس اليمين في 22 أغسطس 2013. وقدم أوراق اعتماده إلى الحكومة الإسبانية في مدريد في 24 سبتمبر 2013، واورواق اعتماده إلى الحكومة الاندورية في 2014؟؟ 

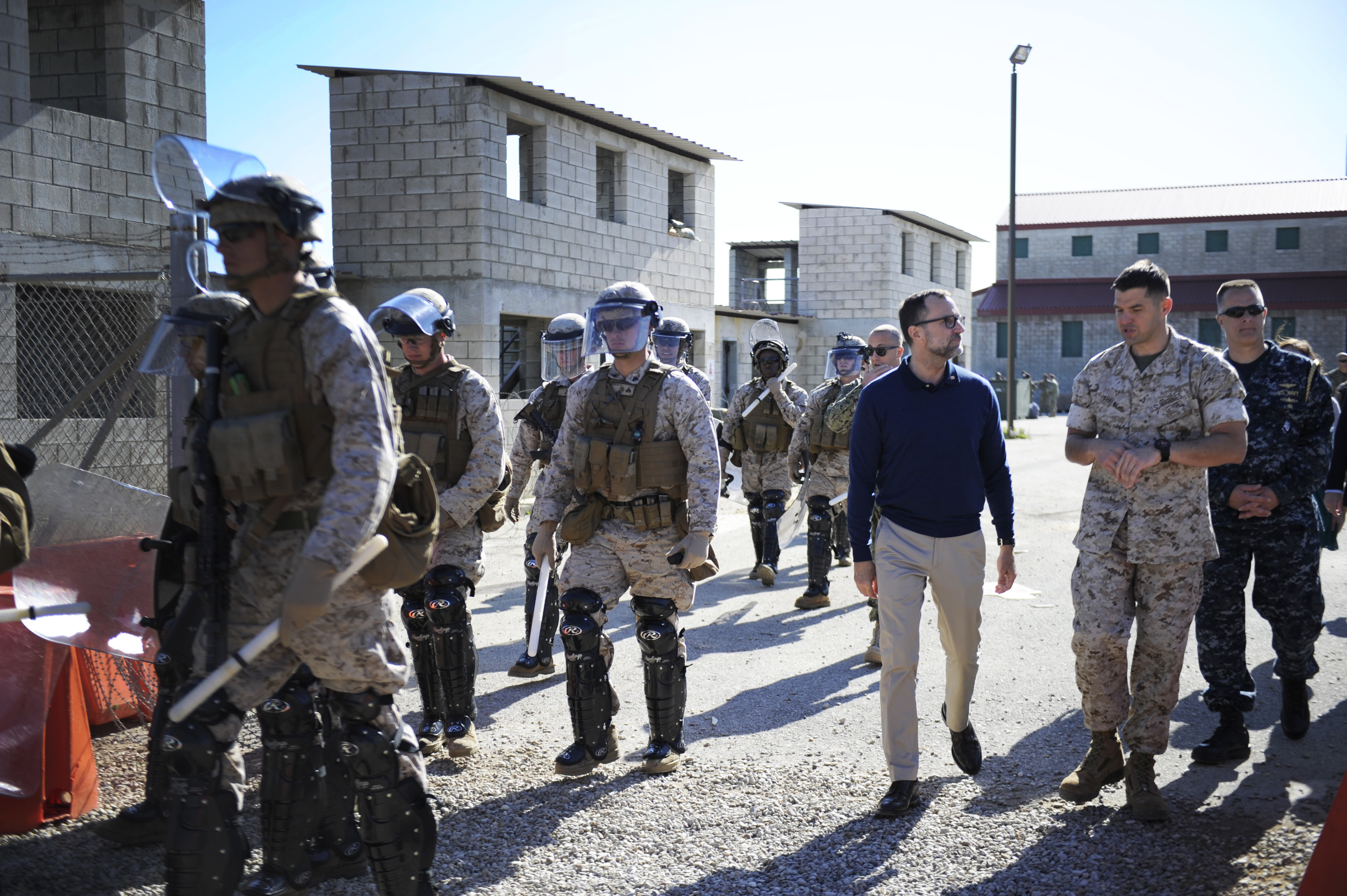
السفير كوستس يزور المحطة البحرية روتا

جعلته مسيرته المهنية خبيرًا في مسألة إنفاذ القوانين ضد القرصنة الرقمية، وهي مصدر قلق خاص للشركات الأمريكية فيما يتعلق بإسبانيا. وقال إن تركيزه الأولي كان على قضايا الأمن الدولي وشكر إسبانيا على السماح للولايات المتحدة بنشر جزء من درعها الدفاعي المضاد للصواريخ واستضافة القواعد العسكرية الأمريكية. زار كوستوس المحطة البحرية روتا وقاعدة مورون الجوية في سبتمبر 2013 للاحتفال بالذكرى الستين للاتفاقية التي تم إنشاؤها بموجبها.
زار الرئيس أوباما إسبانيا في يوليو 2016 كأول رئيس في المنصب يزور البلاد منذ 15 عامًا. رافق السفير كوستوس الرئيس أوباما كأول رئيس أمريكي يزور المحطة البحرية روتا حيث أشرف كوستوس على وصول أربع مدمرات تابعة للبحرية الأمريكية متمركزة هناك كجزء من درع دفاع حلف شمال الأطلسي المضاد للصواريخ.
قال الرئيس أوباما في خطابه في روتا: «إسبانيا حليف قوي في الناتو، ونحن ممتنون لإسبانيا على مدى عقود عديدة من استضافة القوات الأمريكية ونحن شركاء تجاريون رئيسيون. ولهذا السبب تلتزم الولايات المتحدة بشدة بالحفاظ على العلاقة مع إسبانيا قوية وموحدة. نحن بحاجة إلى مساهمات إسبانيا المستمرة في الحملة ضد داعش، وفي جهود مكافحة الإرهاب التي تمنع الهجمات وفي جهود الناتو التي تعزز موقفنا الدفاعي والردعي. نحن بحاجة إلى اقتصاد إسباني متنام للمساعدة في الحفاظ على التجارة والنمو في الاتحاد الأوروبي وريادة الأعمال بحيث تخلق العولمة الوظائف والفرص لجميع الأشخاص.»

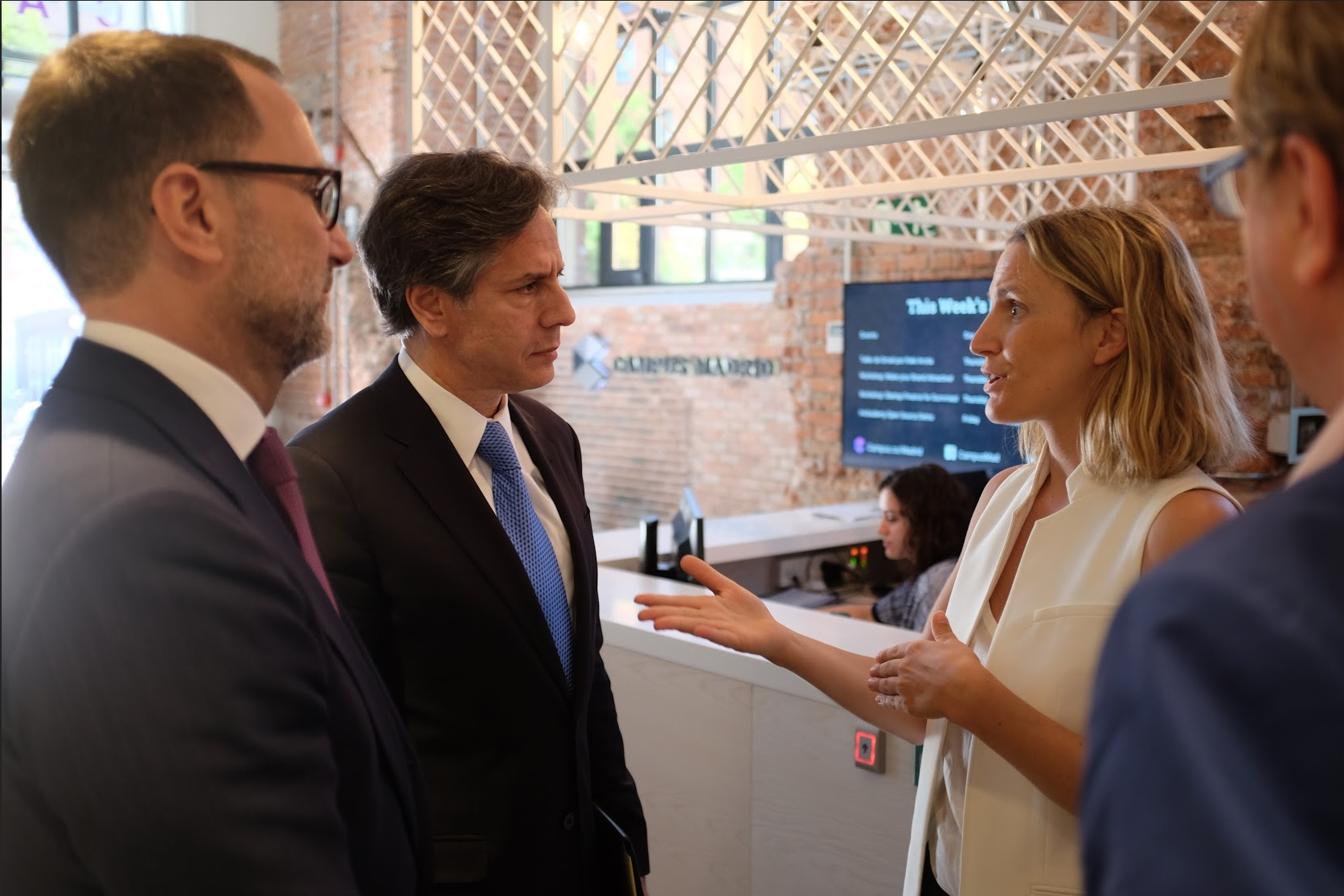
زيارة نائب وزير خارجية الولايات المتحدة أنطوني بلينكين مع سفير الولايات المتحدة لدى مملكة إسبانيا وإمارة أندورا جيمس كوستوس كامبيس مدريد مبنى غوغب لرواد الأعمال في مدريد، إسبانيا في 27 يوليو 2015

أنشأ السفير كوستوس وأطلق حدثًا يسمى «(بالإنجليزية: InCubed (IN3))‏» في يونيو 2015 بناءً على أهداف سياسة الرئيس أوباما لتعزيز ريادة الأعمال العالمية حيث يلتقي المبتكرون والمستثمرون والمؤسسات للتواصل وتبادل الأفكار. قال لهم كوستوس: «قلتم إنكم تريد الوصول إلى وادي السيليكون، حسنًا، لقد أحضرت لكم وادي السيليكون.»
استدعت حكومة إسبانيا السفير كوستوس في أكتوبر 2013 للرد على مزاعم بأن وكالة الأمن القومي قد جمعت مؤخرًا بيانات حول 60 مليون مكالمة هاتفية في إسبانيا.
أقام الرئيس باراك أوباما وزوجته ميشيل أوباما في منزل كوستوس وشريكه (وزوجه لاحقا) سميث وذلك أثناء زيارته لولاية كاليفورنيا في عام 2014.
انضم كوستوس إلى سفراء الولايات المتحدة المثليين الآخرين في يونيو 2015 في بيان يدعم اتفاقيات التجارة الدولية، وربط الأسواق المفتوحة بتنمية المجتمعات المفتوحة التي توفر حماية الحقوق المدنية.
انضم السفير كوستوس في فبراير 2017 إلى مجلس إدارة شركاء بي جي تي وهو بنك استثماري يركز على الاستشارات. بول جيه توبمان هو رئيس مجلس الإدارة والرئيس التنفيذي لشركة شركاء بي جي تي.
عينت مجموعة سيكويا (بالإسبانية: Grupo Secuoya)‏ الإسبانية في أبريل 2020 وأثناء وباء فيروس كورونا ، مالكة استوديوهات مدريد التي تستخدمها نتفليكس لأول مركز إنتاج أوروبي لها، السفير كوستوس المدير التنفيذي السابق لإتش بي أو كرئيس لاستوديوهات سيكويا (بالإنجليزية: Secuoya Studios)‏ كمنتج لمحتوى أفلامها ومسلسلاتها التلفزيونية.
تم تعيين كوستوس في أكتوبر 2020 في مجلس إدارة شركة غريغولز وهي شركة إسبانية عالمية للعلاج الحيوي مدرجة في أيبكس 35 (بالإنجليزية: IBEX 35)‏. 

## المواقف السياسية
وصف كوستوس تعامل الرئيس دونالد ترامب مع جائحة فيروس كورونا في الولايات المتحدة بالفشل التام «لقد فشل بلدي العالم في هذا الجهد من خلال عدم استعدادها بشكل كافٍ للوباء ورفضها المتهور لتولي زمام القيادة في استجابة عالمية منسقة». ويصر على أن «القيادة المختصة والاعتماد القوي على العلم مطلوبان لاتخاذ الإجراءات اللازمة لإنقاذ كوكبنا للأجيال القادمة. العلوم والبحوث ليست أخبارًا كاذبة». وأوضح كوستوس «يجب أن نعمل على استعادة الثقة في قيادتنا والانضمام معًا لحل مشاكل عالمنا. إن انتخاب نائب الرئيس السابق جو بايدن للبيت الأبيض في نوفمبر هو الخطوة الأساسية الأولى التي يجب على الأمريكيين اتخاذها لشفاء روح أمتنا، مع الهدف المصاحب المتمثل في إعادة تركيز جدول أعمال أمتنا العالمي على الفور».

## الحياة الشخصية
يعيش كوستوس في لوس أنجلوس كاليفورنيا، مع شريكه مايكل إس سميث المصمم الداخلي الرسمي للبيت الأبيض في عهد أوباما. إنه نباتي، لكنه لم يفرض أي قيود غذائية على وظائف السفارة. قال كوستوس حول موضوع حقوق المثليين «أنا لست ناشطًا. أنا أؤيد حقوق الإنسان على نطاق واسع لقضايا المرأة والمثليين. ويصادف أنني مثلي ... هذا لا يعرفني كشخص، لكنه جزء مني. إنه أشبه بكونك نباتيًا: إنه جانب آخر لجيمس كوستوس.» وقال إنه تم الترحيب به وب؟؟ سميث في إسبانيا «مع إقامة رائعة»، وبأن الدور الذي لعبه هو وسميث كان رمزيا لأولئك الذين ما زالوا يعانون من نقص الإنفاذ في دعم حقوقهم بما أن إسبانيا توفر بالفعل الحقوق المدنية للمثليين، قائلا «ما يمكننا القيام به من خلال رسائلنا هو إعطاء شعور بالأمل.»
غادرت عائلة أوباما واشنطن متوجهة إلى بالم سبرينغز بعد مغادرة البيت الأبيض في يناير 2017، حيث حلوا ضيوفًا في منزل كوستوس وسميث لعدة أيام قبل السفر إلى جزر العذراء البريطانية للإقامة في منزل السير ريتشارد برانسون.

### قراءات متعمقة
- Carter، Humphrey (24 أكتوبر 2020). "Biden will open his arms to all Americans and reunite the country". Majorca Daily Bulltein. مؤرشف من الأصل في 2022-12-21.
- Ximenez De Sandoval، Pablo (3 نوفمبر 2020). "James Costos: "Necesitamos un Partido Republicano fuerte, y para eso hay que echar a Donald Trump"". El Pais. مؤرشف من الأصل في 2023-01-31.
- Severns، Maggie (28 فبراير 2020). "Biden wins support of major Hollywood fundraiser". Variety. مؤرشف من الأصل في 2020-02-28.
- Porcel، María (6 مايو 2020). "La vida española del exembajador James Costos". El País. مؤرشف من الأصل في 2023-01-31.
- De Pablos، Emiliano (22 يونيو 2020). "Spain Ramps Up Plans for Post-Pandemic Production". Variety. مؤرشف من الأصل في 2023-02-02.
- Hopewell، John (27 أبريل 2020). "Secuoya Group Names Former HBO Exec James Costos Secuoya Studios President, Opens L.A. H.Q. (EXCLUSIVE)". Variety. مؤرشف من الأصل في 2023-06-09.
- Rosado، Benjamín (1 أغسطس 2019). "La nueva vida de James Costos, el exembajador de EEUU en España que tumbó los viejos protocolos de la diplomacia". Expansión. مؤرشف من الأصل في 2023-02-02.
- Bianchi، Martin (13 مارس 2017). "ASÍ ES LA NUEVA VIDA DE LOS EX EMBAJADORES NORTEAMERICANOS EN MADRID". Vanity Fair. مؤرشف من الأصل في 2022-10-07.
- Bescós، Soledad (23 سبتمبر 2018). "JAMES COSTOS – OBAMA'S MAN ON MALLORCA". Helen Cummins. مؤرشف من الأصل في 2024-05-25.
- Navarro Antolín، Carlos (4 أبريل 2019). "No se puede limitar el turismo ni ponerle barreras". Dario de Sevilla. مؤرشف من الأصل في 2022-10-16.
- Yabarra Bores، Pedro (5 أبريل 2019). "Los detalles de la visita de Barack Obama a Sevilla: de tapas por el Centro y visita al Real Alcázar". ABCdesvilla. مؤرشف من الأصل في 2022-10-04.
- Rosado Cobián، Carlos (10 أبريل 2019). "Costos, el hombre de Hollywood en Andalucía". Dario de Sevilla. مؤرشف من الأصل في 2023-02-02.
- Lamarca، Eva (20 مارس 2019). "JAMES COSTOS SERÁ EL HOMBRE DE ESPAÑA EN HOLLYWOOD". Vanity Fair. مؤرشف من الأصل في 2023-02-02.
- Villarejo، Esteban (8 أكتوبر 2018). "James Costos: El relevo del Rey evidencío lo fierce que es la democracia en España". ABC. مؤرشف من الأصل في 2022-10-04.
- Matossian، Juan Claudio (11 ديسمبر 2018). "James Costos: "Aunque en mi país ahora quieran construir muros, yo quiero levantar puentes"". GQ. مؤرشف من الأصل في 2022-10-06.
- Roncaglilo، Santiago (19 أكتوبر 2018). "Memoirs of an ambassador". El Pais. مؤرشف من الأصل في 2022-10-04.
- Roncagliolo، Santiago (2 سبتمبر 2018). "James Costos, LA VIDA DE UN ANFITRIÓN". VanityFair. مؤرشف من الأصل في 2022-10-08.
- Bianchi، Martin (23 يناير 2018). "FOTOS DE FELIPE VI Y SU MARIDO, EL TELÉFONO ROJO QUE LECOMUNICABA CON OBAMA Y UN BALÓNDEL BARÇA: AQUÍ TRABAJA JAMES COSTOS". Vanity Fair. مؤرشف من الأصل في 2022-10-08.
- Villarejo، Esteban (4 يوليو 2016). "La Defense y el último de Julio del embajadorJames Costos". ABC Blogs. مؤرشف من الأصل في 2024-04-12.
- Villarejo، Esteban (15 يناير 2017). "James Costos, embajador de EE.UU.: Las bases de Rota y Morón son estratégicas". ABC Blogs. مؤرشف من الأصل في 2024-06-16.
- García، Ángeles (5 أكتوبر 2015). "US ambassador to Spain opens his art collection to the public". El Pais. مؤرشف من الأصل في 2022-10-04.
- Abril، Guillermo (3 فبراير 2017). "The Tech Legacy of James Costos". El Pais. مؤرشف من الأصل في 2022-10-08.
- De La Torriente، Eugenia (15 فبراير 2017). "Hasta La Vista, Mr Ambassador". El País. مؤرشف من الأصل في 2022-10-08.
- Bradley، Melissa Biggs (30 سبتمبر 2015). "James Costos and Interior Decorator Michael S. Smith at Home in Spain". مؤرشف من الأصل في 2023-04-08. Architectural Digest
- Guzmán، Pilar (28 ديسمبر 2016). "MAESTROS DE CEREMONIA: UNA RUTA POR MADRID CON EL EMBAJADOR JAMES COSTOS Y SU PAREJA, MICHAEL S. SMITH". Condé Nast Traveler. مؤرشف من الأصل في 2022-10-08.
- Villarejo، Estaban (15 يناير 2017). "James Costos: "Las relaciones entre E.E.UU. y España son tan estrechas que poco cambrá con Trump"". ABC. مؤرشف من الأصل في 2022-10-04.
- Rodríguez، Antonio (18 يناير 2017). "HASTA SIEMPRE MR. COSTOS". Tiempo. مؤرشف من الأصل في 2017-08-17.